# Bogár a hangyabolyban
A Bogár a hangyabolyban (oroszul: Жук в муравейнике)  Arkagyij és Borisz Sztrugackij szovjet (orosz) írók 1979-ben megjelent fantasztikus regénye, amely Makszim Kammerer életéről és kalandjairól szól. A Szovjetunióban először 1979-ben a Знание — сила (A tudás hatalom) folyóiratban jelent meg, 1982-ben egy gyűjteményes kiadásban, 1983-ban pedig önálló kötetben. Magyarul 1983-ban a Metagalaktika 6. antológiában, önálló kötetként 2010-ben a Galaktika Fantasztikus Könyvek sorozatban.
A Delelő Univerzum 9., a Kammerer-trilógia 2. kötete. A cselekmény folytonossága az előző részhez képest nem marad meg, azonban vannak olyan elemek, amelyek mindkét könyvet összekapcsolják, például: a főszereplő személye, néhány eseményszál, helyek és emberek. A regény 1981-ben elnyerte az Aelita-díjat.

## Történet

### A feladat
2178-ban járunk, tizenöt év telt el a Lakott szigeten leírt események óta, Makszim már negyvenöt éves, a Konbiz-2-nél dolgozik, közvetlen főnöke Rudolf Sikorski. Kammerer megbízatást kap Lev Abalkin progresszor felkutatására, aki titokban távozott a Szaraks bolygó sarki bázisáról, és nem jelentkezett be a Földre való visszatérésekor. Abalkin a Szigetbirodalomban teljesített szolgálatot, de felfedte magát, mert a társát, megfigyelő orvosát (Kurt Loffenfeldet), az elhárítás leleplezte, elfogta és megölte. A halott társ testét akarta megmenteni, magával vinni, de a terve kudarcot vallott, és menekülnie kellett. A jelentések szerint a visszaindulás előtt pszichikai összeomlás határán állt. Makszim régen már találkozott Abalkinnal, amikor Gennagyij Jurijevics Komov irányítása alatt megpróbáltak kapcsolatot létesíteni a szaraksi „nagyfejűekkel”.

### Lev Abalkin keresése
A nyomozó a tájékoztatásul kapott vastag dosszié tanulmányozásával kezdte meg a kutatást. Feltérképezte, hogy kivel léphetett kapcsolatba Abalkin, illetve megpróbált rájönni arra, hogy a progresszor miért rejtőzhetett el. Első útja Szergej Fedoszejev tanítóhoz vezetett, aki zárkózottnak, emberkerülőnek írta le a fiatal Abalkint. A fiú szülei egy kutatóút során merülést hajtottak végre egy távoli fekete lyukba, és azóta sem tértek vissza, a gyermek ezután, posztumusz született az Életintézetben. A kisfiú szeretett szerepelni, de csak egyedül, csoportos közreműködésekben nem vett részt. A következő felkeresett személy Maja Glumova lett volna, akit Fedoszejev Abalkin gyermekkori barátjának nevezett. A nő történész lett, a Földön Kívüli Kultúrák Múzeumának munkatársa. Mielőtt az asszonyt Makszim meglátogatta volna, elolvasta  Abalkin beszámolóját a „Halott világ” akcióról a Nagyezsda bolygón. Másnap a múzeumban újságírónak kiadva magát felkereste Glumovát, aki rendkívül érzékenyen, sírva reagált Abalkin személyére.
Gyermekkorukban közel kerültek egymáshoz, a 8 éves fiú szinte a tulajdonának tekintette az 5 éves kislányt, egyedül vele osztotta meg a titkait. A nő számára a gyermekkori szerelem elmúltával sem volt közömbös a férfi, akivel – elárulta – hosszú évek után éppen előző nap találkozott. Az is kiderült, hogy Abalkin a Valdajra utazott, a Rezgő Nyárfácska üdülőhelyen található a Velje-tónál, de amikor Kammerer odaért, már nem találta ott. Az ott nyaraló Hoannek doktor véleménye szerint az idegkimerültségben szenvedő férfit csak egy nő kereste fel az itt-tartózkodása alatt. Kammerer megnézte Abalkin nyaralóházát, ahol a rendetlenségen kívül rajzok sokaságát találta a földön összegyűrve. Visszatérte után beszámolt Excellence-nek a nyomozás eddigi állásáról, a főnöke elégedetlen volt a történtekkel. Váratlanul maga Abalkin videotelefonált Kammerernek, és egy találkozót beszélt meg vele. A találkozóra – a Rezgő Nyárfácska üdülőhelyen – azonban Lev nem jött el, helyette ott Kammerer Maja Glumovával találkozott, akivel újra elbeszélgetett, most már felfedve magát, nyomozóként. Információkat kapott a helyszínen korábban látott rajzokról, de Abalkin igazi célja továbbra is homályban maradt.
Makszim nyomozása során felkereste Nagyfejű Seknt is, aki a Földön tolmácsként teljesített szolgálatot. Sekn is találkozott sok-sok év után újra Abalkinnal, szerinte is furcsán viselkedett a férfi. Ám a sorsa a földiekre tartozik, a nagyfejűek népe nem nyújt menedéket Lev Abalkin, az ember számára. A következő este Sikorski és Kammerer a Földön Kívüli Kultúrák Múzeumába sietett, ahol Maja Glumova dolgozott. Ám Abalkin helyett Dr. Bromberg jelent meg, aki a titokban végzett tudományos kutatások és az eltitkolt felfedezések ismert szakértője volt, ezek ideológiai ellenzője. A két régi ellenfél: Excellence és Bromberg hosszúra nyúlt vitája végén Makszim megtudta Lev Abalkin igazi történetét.

### Lev Abalkin személyiségének rejtélye
Lev Abalkin egyike annak a 13 gyermeknek, akik olyan magzatokból születtek, amelyeket egy névtelen bolygón találtak meg az EN 9173 rendszerben 2137 decemberében egy bizonyos szarkofágban, amelyet nyilvánvalóan a Vándorok készítettek. A szarkofágról azt feltételezték, hogy a Vándorok génalapjának őrzőhelye, de kiderült, hogy a benne lévő osztódni kezdő petesejtek: homo sapiens típusúak. A szarkofágot inkubátornak, embrionális széfnek nevezték el, és a Földre szállították.
A gyermekek jövőbeni sorsának meghatározására létrehozott bizottság nem zárta ki, hogy a különleges emberek tartalmazhatnak valamiféle rejtett programot, amelyet a Vándorok állítottak össze, ezért potenciálisan veszélyesek lehetnek az emberiség számára. Megkíséreltek kompromisszumot találni a humanizmus alapelvei és az emberiség érdekei iránti aggodalom között. Ezért a bizottság úgy határozott: külön-külön felnevelik a gyermekeket, és minden intézkedést megtesznek annak biztosítása érdekében, hogy soha ne találkozzanak egymással. Mindegyiket olyan szakmára oktatják majd, hogy a bolygón kívül dolgozzanak, hogy a lehető legkevesebb időt töltsék el a Földön. Természetesen az egész életen át tartó ellenőrzést mindegyikük számára létrehozták.
A Tagore földbarát földönkívüli civilizációja, amint több tárgyalás során kiderült, ehhez hasonló, a Vándoroktól származó szarkofágot fedezett fel, azonban a Tagorei lárvákkal teli inkubátort ők azonnal megsemmisítették. Mivel a tárgyalások során a földiek nem adtak egyértelmű választ, hogy mit terveznek az emberi magzatokkal, a Tagore bolygó hosszú ideig megszakította a diplomáciai kapcsolatait a Földdel.
A „szarkofág gyermekei” ugyanakkor, 2138. október 6-án születtek. Különböző hosszú távú expedíciókon részt vevő kutatók posztumusz gyermekeiként vették őket nyilvántartásba, és rendes bentlakásos iskolákban tanultak. Fejlődésüket gondosan figyelemmel kísérték, de nem lehetett észrevenni a hétköznapi emberekhez képest szignifikáns különbségeket, kivéve egy kivételt. Azonos korban mindegyiküknek egy anyajegyhez hasonló ábra alakult ki a könyökhajlatában. Az ikon megegyezett a szarkofágban talált 13 kerek, szürke korongocska egyikével. A medálokat „detonátoroknak” nevezték el. A bizottság tagjainak egy része feltételezte, hogy a Vándorok programja akkor indulhat el igazán, ha a „különleges emberek” megtalálják a saját medáljukat. A „kereső” és a megfelelő „detonátor” között kapcsolatot találtak: röviddel azután, hogy az egyik detonátor megsemmisült egy kísérlet során, az ikon szerint hozzá tartozó lány meghalt egy baleset következtében. Noha nem lehetett kizárni egy véletlen egybeesést, a detonátorokkal folytatott további kísérleteket betiltották.
Sok évvel később, amikor a „különlegesek” felnőttek, megpróbálták elmondani nekik a származásuk titkát. Az első vizsgálati alany, Kornyej Jasmaa volt. Kornyej nyugodtan fogadta a titkos személyazonosságával kapcsolatos információkat, továbbra is rendben élte az éltét, progresszorként dolgozott. A rejtély nyilvánosságra hozatalának második kísérlete tragikusan ért véget: az alany nyugodtan elfogadta azt, amit neki közöltek, ám egy idő után meghalt, olyan körülmények között, amelyek nem zárták ki az öngyilkosságot. Ezzel egyidejűleg megerősítve a kapcsolatot a „kiválasztottak” és a „detonátorok” között: a férfi halálát követően kiderült, hogy a megfelelő „detonátor” eltűnt, nyoma veszett. A kutatók nem merték folytatni ezeket a kísérleteket sem.
Abalkin is a 13-ak egyike volt, visszatérése a Földre a legrosszabb feltételezésekhez vezetett. Trisztán halála Excellence szerint nem úgy történt, ahogyan azt korábban tudták. Valószínűleg Abalkin gyilkolta meg az őt hosszú évek óta ellenőrző orvost, miután aktivizálódott benne a Vándorok programja. Korábban információkat kapott tőle „különleges státusáról” (esetleg kínzás révén szerezte meg), majd a programot követve a Földre utazott. Sikorski úgy vélte, hogy a program tudatalattian viselkedik, így maga Lev sem érti, mi történik vele. Az, hogy Abalkin veszélyes az emberiségre és a Földre, pusztán feltételezés, Sikorski mégis úgy vélte, hogy nem lehet figyelmen kívül hagyni ezt a lehetőséget sem.

### A „Halott világ” akció
Lev Abalkin jelentése: történet a történetben. A Nagyezsda bolygó a nagyfokú szennyezettség miatt pusztulásra volt ítélve. Környezetvédelmi katasztrófa okán kialakult DNS-probléma miatt az emberek 15 éves koruktól kezdve öregedni kezdtek, és a testi hanyatlásuk korai halálhoz vezetett. Az ide érkező földi expedíció azt tapasztalta, hogy eltűnt a lakosság 99 %-a, a romok között csak pár túlélőre bukkantak. Sok milliárd őslakost valószínűleg a Vándorok (nem humanoid szuper-civilizáció) telepítették ki egy térközi alagúton keresztül. Lev Abalkin és Nagyfejű Sekn együtt kutattak a romok között a társaikkal együtt. Az erről írt részletes beszámolót olvasta több fejezetben is Makszim Kammerer.

### Lev Abalkin halála
Abalkin felkereste, Sikorskit, aki éppen Kammererrel értékelte a helyzetet. Azt követelte, hogy hagyják békében élni, nincs semmilyen rossz szándéka, hétköznapi ember akar lenni. Ezután elrohant, de Makszimot azonnal utána küldte a főnöke. Lev a múzeum felé indul, ahol a detonátorokat tárolták, és ahol Sikorski csapdát állított neki. Makszim utolérte Levet, és megpróbálta meggyőzni, hogy ne menjen a múzeumba. Abalkin kijelentette, hogy már nem akarja követni az érthetetlen tilalmakat, a Földön kíván élni, és azt csinál majd, amit csak akar. Makszim meg akarta akadályozni, hogy Abalkin a vesztébe rohanjon, de Lev „kiütötte” a nyomozót. Mire Kammerer magához tért, és berohant a múzeumba, ott már lövéseket hallott: Sikorski lelőtte Abalkint. A haldokló az utolsó erőfeszítésével megpróbálta elérni a detonátort.

## A regény keletkezése
Borisz Sztrugackij kisfia írt egy verset 1975-ben.
Álltak az állatok,

előttük zárt ajtók.

Lövöldöztek rájuk,

eljött a haláluk.

Borisznak ez megtetszett, és nagyszerű mottónak tartotta. Egy olyan történethez, amiben néhány szörnyű és szerencsétlen lény tragikusan magányos és senkinek sem kellenek. Csúnyák, szenvedők, emberi szeretetre vágynak és segítséget keresnek, de helyette golyót kapnak a testükbe az ijedt emberektől, akik semmit sem értenek. Elmondta az ötletet a testvérének is, felmerült bennük az a gondolat, hogy írjanak egy könyvet, amit ezek a sorok ihlettek. A könyv címének ezt adták volna: Álltak az állatok, előttük zárt ajtók.
1975 végére a tervezett történet több epizódja elkészült. Ebben a verzióban már létezett egy „szarkofág-inkubátor” 12 embrióval, és a karakterek között volt Lev Abalkin, a 20 éves kezdő kezdő progresszor, és Makszim Kammerer, a Gyámügyi Tanács elhárításának főnöke. Aztán a történet kidolgozása külső körülmények miatt hosszú ideig lelassult. 1976-ban a szerzők több új epizódot írtak a történethez, ám továbbra is fennállt a történet fő problémája, hogyan kell az eseményeknek alakulniuk, összekapcsolódniuk. A szerzők egy bonyolult detektív történetet készítettek egy tragikus eseményről egy bizonyos szigeten, amelynek eredményeként minden résztvevő meghalt volna.
1977-ben egy új történet írásába kezdtek, ebben Makszim Kammerer és Nagyfejű Sekn a Nagyezsda bolygón egy halott városban kutatott. Ebben az időszakban ráadásul három filmforgatókönyvön is dolgoztak, így az „Álltak az állatok...” kis időre feledésbe merült. 1978 végén alakult ki a történet koncepciója abban a formában, amelyet később az olvasók is megismerhettek: Lev Abalkin visszatért a Földre, és a Konbiz-2 megkísérelte megtalálni őt Kammerer és Sikorski személyében. Ebben a verzióban epizódként használták a Nagyezsdáról szóló korábban írt kutatási szöveget, csak Kammerer helyett Lev Abalkin lett Sekn társa.
Az első változattal 1979. március 7-én készültek el, a befejezésre két változatot is írtak (Abalkin meghal vagy életben marad, Makszimnak sikerül megmentenie). Ingadoztak a végső döntés meghozatalában, végül a „lövöldözős” változat mellett maradtak. A bűnügyi regény műfajára jellemző, hogy a befejezés magában foglalja a műben megfogalmazott összes rejtvény feltárását. Éppen ezért a történet végére egy epilógust akartak írni, amiben válaszokat adtak volna a műben feltett kérdésekre, de a szerzők végül úgy döntöttek, hogy e kérdések megválaszolását az olvasókra bízzák.
A végleges változat 1979 áprilisának végére készült el, akkor fogadták el az új címet: Bogár a hangyabolyban, a régi Álltak az állatok... helyett. Az eredeti ötletből csak a mottó maradt meg. Ezért viszont élet‑halál harcot kellett vívniuk, mert a kiadó szerkesztője ki akarta venni a regény elejéről. Szerinte valamilyen feledésbe merült Hitlerjugend-indulót alakítottak át, és követelte, hogy a szerzők távolítsák azt el. A mottót végül nem sikerült megmenteniük, a versike a szövegben, csak megnyomorítva kerülhetett bele az antológiába, amelyben más szerzők művei is megjelentek 1982-ben.

## Szereplők
- Makszim Kammerer, a Konbiz-2 különleges ügynöke, egykori progresszor[3]
- Lev Vjacseszlavovics Abalkin, progresszor, zoopszichológus
- Rudolf Sikorski, vagy Excellence, Kammerer főnöke
- Szergej Pavlovics Fedoszejev, Abalkin tanítója
- Jadviga Mihajlovna Lekanova, gyermekorvos, később etnológus
- Maja Tojvovna Glumova, Lev Albakin gyermekkori barátja, történész, a Földön Kívüli Kultúrák Múzeumának munkatársa
- Isaac Bromberg, tudománytörténész
- Nagyfejű Sekn, Abalkin kutatótársa
- Kornyej Janovics Jasmaa, progresszor

## Megjelenések

### Magyarul
- Bogár a hangyabolyban (Metagalaktika 6., 120–237. oldal, 1983, fordította: Barta Gábor)[4]
- Bogár a hangyabolyban (Metropolis Media, 2010, fordította: Barta Gábor; Galaktika Fantasztikus Könyvek) ISBN 9789638735744
- Bogár a hangyabolyban Metropolis Media, 2014, fordította: Barta Gábor; E-könyv) ISBN 9786155158636